# 人民評議会 (トルクメニスタン)
人民評議会（じんみんひょうぎかい、トルクメン語: Halk Maslahaty）は、トルクメニスタンにおける最高政策指導機関。かつてはトルクメニスタンの立法府（上院）であった。評議会を司る人民評議会議長は憲法ではトルクメニスタンを代表する最高指導者と規定される。

## 概要
任期なし、定数56。単純小選挙区制に基づき国民の直接選挙から選出された48人と大統領から直接推薦された8人によって、構成される。立法府として廃止以後、人民評議会の権限として憲法改正の承認、内政・外交政策の助言などが付与された。

## 沿革
1992年の独立に伴い、国の最高主権機関として設置されたが、2008年の新憲法で廃止される。人民評議会が所持していた権限は議会と大統領に委譲された。2020年に憲法改正によって、上院に相当する人民評議会が復活した。翌年3月には復活後の初選挙が正午から2時間に渡って、実施された。4月14日にはグルバングル・ベルディムハメドフによって、追加の8人が議員に任命された。
2023年1月に議会の両院は人民評議会を独立した代表機関として設置し、立法府を再び一院制とする憲法改正の法案を提出した。2023年1月21日のトルクメニスタン議会合同会議で採択された。同時に、人民評議会議長であったグルバングル・ベルディムハメドフは憲法で「国の最高指導者」と規定された。